# Diabelski kamień w Odargowie
Diabelski kamień – głaz narzutowy znajdujący się w Odargowie, największy z kamieni nazywanych diabelskimi na Kaszubach. 
Jego obwód wynosi 20 m, wysokość 3,5 m, a długość 7 m. Znajduje się w pobliżu Odargowa w powiecie puckim. Według legendy diabeł pozostawił na nim pięć wyżłobień: ślady swoich pazurów. Widoczna na głazie szczelina ma być śladem łańcucha, którym przewiązywał go diabeł, rzucając ze złości w jezioro. Gniew diabła spowodowany był nieudaną transakcją: miał on wysuszyć jezioro, a w zamian otrzymać od kontrahenta duszę. Diabeł jednak nie zdołał wykonać zadania. Drugim co do wielkości diabelskim głazem na Kaszubach jest ten nad Jeziorem Kamiennym w powiecie kartuskim: ma  17 m obwodu, 5 m długości, 4,5 m szerokości i 9 m wysokości. 
Na całych Kaszubach spotyka się dużych rozmiarów głazy narzutowe, przywleczone tu przez lody ze Skandynawii. Niektórym w języku potocznym nadano własne nazwy np. Bożastopka lub Adam i Ewa. 
Kolejne kamienie diabelskie znajdują się:
- koło Świecina (nieopodal  „Bożejstopki”),
- koło Brodnicy Górnej (nad jeziorem Ostrzyckim),
- koło Owśnic.

Na owśnickim głazie znajduje się krzyż. Służył on do płoszenia czarownic, które wyprawiały w tym miejscu harce.